# Liu Zhongqing
Liu Zhongqing (chinesisch 刘忠庆, Pinyin Liú Zhōngqìng; * 10. November 1985 in Daqing) ist ein chinesischer Freestyle-Skier. Er ist auf die Disziplin Aerials (Springen) spezialisiert. Sein bisher größter Erfolg ist der Gewinn der Weltcup-Disziplinenwertung 2013/14.

## Biografie
Liu gab sein Weltcup-Debüt am 15. Februar 2004 in Harbin, wo er Platz 15 erreichte. Knapp ein Jahr später folgte die erste Top-10-Platzierung. Bei den Olympischen Winterspielen 2006 sprang er auf Platz 18. In der Saison 2006/07 konnte er sich zwar nicht für die Weltmeisterschaften qualifizieren, wurde aber Dritter bei den Winter-Asienspielen 2007 in Changchun. Am 30. Januar 2009 erzielte Liu mit Platz 2 in Deer Valley erstmals eine Podestplatzierung im Weltcup. Drei Wochen später gewann er bei der Winter-Universiade in Yabuli die Silbermedaille. In der Weltcupsaison 2009/10 erzielte er eine weitere Podestplatzierung. Bei den Olympischen Winterspielen 2010 gewann er die Bronzemedaille.
Während die Weltcupsaison 2010/11 eher mäßig verlief, konnte Liu bei den Winter-Asienspielen 2011 in Almaty eine Silbermedaille gewinnen. Mit einem zweiten und zwei dritten Plätzen belegte er in der Weltcupsaison 2011/12 den fünften Platz der Aerials-Disziplinenwertung. In der Weltcupsaison 2012/13 kam ein weiterer Podestplatz hinzu. Der erste Weltcupsieg gelang Liu am 15. Dezember 2013 in Beida Lake. Er gewann einen Monat später auch das Weltcupspringen in Val Saint-Côme und wurde kurz darauf Zweiter in Lake Placid, womit er die Aerials-Disziplinenwertung der Saison 2013/14 für sich entschied. Enttäuschend verliefen hingegen für ihn die Olympischen Winterspiele 2014, bei denen er lediglich den 21. Platz belegte.
Liu fehlte in der Saison 2014/15 und gab im Dezember 2015 ein zunächst wenig erfolgreiches Comeback. Zu Beginn der Saison 2016/17 konnte er sich mit einem zweiten Platz wieder an der Weltspitze etablieren.

## Erfolge

### Olympische Spiele
- Turin 2006: 18. Aerials
- Vancouver 2010: 3. Aerials
- Sotschi 2014: 21. Aerials
- Pyeongchang 2018: 9. Aerials

### Weltmeisterschaften
- Ruka 2005: 21. Aerials
- Inawashiro 2009: 24. Aerials
- Voss 2013: 4. Aerials
- Sierra Nevada 2017: 12. Aerials

### Weltcupwertungen
| Saison  | Gesamt | Gesamt | Aerials | Aerials |
| Saison  | Platz  | Punkte | Platz   | Punkte  |
| ------- | ------ | ------ | ------- | ------- |
| 2003/04 | 173.   | 1      | 42.     | 16      |
| 2004/05 | 100.   | 5      | 32.     | 63      |
| 2005/06 | 87.    | 9      | 28.     | 98      |
| 2006/07 | 25.    | 24     | 11.     | 146     |
| 2007/08 | 120.   | 5      | 28.     | 42      |
| 2008/09 | 43.    | 20     | 16.     | 122     |
| 2009/10 | 18.    | 28     | 6.      | 169     |
| 2010/11 | 75.    | 11     | 22.     | 75      |
| 2011/12 | 16.    | 33     | 5.      | 331     |
| 2012/13 | 27.    | 29     | 9.      | 205     |
| 2013/14 | 4.     | 62     | 1.      | 308     |
| 2015/16 | 127.   | 9,07   | 26.     | 55      |
| 2016/17 | 62.    | 21,00  | 14.     | 147     |

### Weltcupsiege
Liu errang im Weltcup bisher 9 Podestplätze, davon 2 Siege:
| Datum             | Ort              | Land   |
| ----------------- | ---------------- | ------ |
| 15. Dezember 2013 | Jilin Beida Lake | China  |
| 14. Januar 2014   | Val Saint-Côme   | Kanada |

### Asienspiele
- Changchun 2007: 3. Aerials
- Almaty 2011: 2. Aerials

### Weitere Erfolge
- 1 Podestplatz im Europacup
- Winter-Universiade 2009: 2. Aerials